# Still (Album)
Still – unverzerrt und hartbesaitet ist das neunte Studioalbum der Südtiroler Deutschrock-Band Frei.Wild und zugleich das erste Akustik-Album der Gruppe. Es erschien am 22. November 2013 über das Label Rookies & Kings als Standard-, Premium- und Deluxe-Edition, inklusive DVD.

## Inhalt
Das Album enthält sowohl Akustikversionen von einigen Liedern der acht zuvor erschienenen Studioalben, als auch vorher unveröffentlichte Songs. Die Premium-Edition enthält des Weiteren eine Doku-DVD zur Sommer-Tour 2013. Zudem sind auf der Deluxe-Edition verschiedene internationale Versionen des Tracks Arschtritt enthalten.

## Covergestaltung
Das Albumcover ist in Schwarz-Weiß gehalten. Es zeigt die vier Bandmitglieder Jochen Gargitter, Philipp Burger, Christian Forer und Jonas Notdurfter (von links nach rechts) auf Stühlen vor einer weißen Wand sitzend. Links daneben sieht man eine Lampe. Das schwarze Frei.Wild-Logo und die Schriftzüge unverzerrt & hartbesaitet sowie Still befinden sich rechts oben im Bild.

## Titelliste
| Still | Still – Deluxe-Edition |
| --- | --- |
| Standard-Edition 1. Ein erster stiller Gruß (Still-Intro) – 1:19 2. Für immer Anker und Flügel – 2:55 3. Allein nach vorne – 4:21 4. Verdammte Welt – 3:30 5. Eines Tages – 4:32 6. Irgendwer steht dir zur Seite – 3:52 7. Das Land der Vollidioten – 4:16 8. Lügen und nette Märchen – 3:57 9. Es gibt nicht nur den einen Weg – 4:41 10. Wer weniger schläft, ist länger wach – 3:40 11. Zeig große Eier und ihnen den Arsch – 3:50 12. Heiße Kälte – 4:19 13. Medley, still, unverzerrt und hart besaitet – 5:11 14. Mehr als 1000 Worte – 3:46 15. Was du liebst lass frei – 4:43 16. Ein letztes lautes Auf Wiedersehen (Still-Outro) – 1:32 Premium-Edition CD 1 1. Ein erster stiller Gruß (Still-Intro) – 1:19 2. Für immer Anker und Flügel – 2:55 3. Allein nach vorne – 4:21 4. Wir reiten in den Untergang – 4:30 5. Feuer, Erde, Wasser, Luft – 3:42 6. Verdammte Welt – 3:30 7. Eines Tages – 4:32 8. Irgendwer steht dir zur Seite – 3:52 9. Niemand – 3:39 10. Heiße Kälte – 4:19 11. Das Land der Vollidioten – 4:16 12. Was du liebst lass frei – 4:43 13. Mehr als 1000 Worte – 3:46 14. Zieh mit den Göttern – 4:23 CD 2 1. Schenkt uns Dummheit, kein Niveau – 3:50 2. Lügen und nette Märchen – 3:57 3. Weil du mich nur verarscht hast – 3:42 4. Es gibt nicht nur den einen Weg – 4:41 5. Wer weniger schläft, ist länger wach – 3:40 6. Immer höher hinaus – 4:06 7. Zeig große Eier und ihnen den Arsch – 3:50 8. Die Zeit vergeht – 4:07 9. Weiter immer weiter – 3:54 10. Kick Ass vs. Arschtritt – 5:02 11. Medley, still, unverzerrt und hart besaitet – 5:11 12. Unendliches Leben – 4:23 13. Ein letztes lautes Auf Wiedersehen (Still-Outro) – 1:32 Bonus-DVD 1. Still – Unser Sommer 2013 – Doku – Eine Grenzenlose Reise | CD 1 1. Ein erster stiller Gruß (Still-Intro) – 1:19 2. Für immer Anker und Flügel – 2:55 3. Allein nach vorne – 4:21 4. Wir reiten in den Untergang – 4:30 5. Feuer, Erde, Wasser, Luft – 3:42 6. Verdammte Welt – 3:30 7. Eines Tages – 4:32 8. Irgendwer steht dir zur Seite – 3:52 9. Niemand – 3:39 10. Heiße Kälte – 4:19 11. Das Land der Vollidioten – 4:16 12. Was du liebst lass frei – 4:43 13. Mehr als 1000 Worte – 3:46 14. Zieh mit den Göttern – 4:23 CD 2 1. Schenkt uns Dummheit, kein Niveau – 3:50 2. Lügen und nette Märchen – 3:57 3. Weil du mich nur verarscht hast – 3:42 4. Es gibt nicht nur den einen Weg – 4:41 5. Wer weniger schläft, ist länger wach – 3:40 6. Immer höher hinaus – 4:06 7. Zeig große Eier und ihnen den Arsch – 3:50 8. Die Zeit vergeht – 4:07 9. Weiter immer weiter – 3:54 10. Kick Ass vs. Arschtritt – 5:02 11. Medley, still, unverzerrt und hart besaitet – 5:11 12. Unendliches Leben – 4:23 13. Ein letztes lautes Auf Wiedersehen (Still-Outro) – 1:32 CD 3 1. Kick Ass vs. Arschtritt 2012 2. Ti Ha Dato un Calcio in Culo 3. Coup de Pied au Cul 4. Te Dio una Patada en El Culo 5. She Kicked You out of Her Life 6. Sie hot dir a Poor in Orsch gschtoassen 7. The Land of Bloody Fucking Idiots 8. Südtirol Volksmusik-Version DVD 1 1. Still – Unser Sommer 2013 – Doku – Eine Grenzenlose Reise DVD 2 1. Video: Kick Ass vs. Arschtritt 2012 (Deutschland) 2. Video: Sie hot dir a Poor in Orsch gschtoassen (Südtirol) 3. Video: Ti Ha Dato un Calcio in Culo (Italien) 4. Video: Coup de Pied au Cul (Frankreich) 5. Video: Te Dio una Patada en El Culo (Spanien) 6. Video: She Kicked You out of Her Life (England) |

## Chartplatzierungen und Singles
Das Album erreichte, wie der Vorgänger Feinde deiner Feinde, auf Anhieb die Spitze der deutschen Albumcharts und belegte in der folgenden Woche Rang sieben. Insgesamt hielt sich Still zwei Wochen in den Top 10 sowie 20 Wochen in den Top 100. Darüber hinaus erreichte das Album ebenfalls die Chartspitze der deutschen Independentcharts. In den deutschen Album-Jahrescharts 2013 belegte das Album Rang 27.
Am 8. November 2013 wurde das Lied Verdammte Welt als Single im Vorfeld des Albums ausgekoppelt, zu dem am 13. November 2013 auch ein Musikvideo erschien. Der Song stieg auf Platz 46 in die deutschen Singlecharts ein. Außerdem erschienen Videos zu den Titeln Lügen und nette Märchen, Zeig große Eier und Ihnen den Arsch sowie Kick Ass vs. Arschtritt.

## Verkaufszahlen und Auszeichnungen
Für mehr als 100.000 verkaufte Einheiten erhielt Still 2014 in Deutschland eine Goldene Schallplatte. Im Mai 2017 wurde das Album in Österreich für über 7.500 Verkäufe ebenfalls mit Gold ausgezeichnet.

## Rezeption
| Professionelle Bewertungen | Professionelle Bewertungen |
| -------------------------- | -------------------------- |
| Kritiken                   |                            |
| Quelle                     | Bewertung                  |
| laut.de                    | [ 9 ]                      |
| Metal Hammer               | [ 10 ]                     |
| rock-fanatics.de           | [ 11 ]                     |

Das Online-Magazin laut.de bezeichnete das Album als langweilig und gab ihm die niedrigste Wertung mit lediglich einem von fünf möglichen Punkten:

„Provokation war gestern, die Luft ist raus. Ihre Zeilen und Töne haben die Südtiroler deutlich bereinigt. Übrig bleibt die Langeweile einer musikalisch wie textlich gleichermaßen hervorstechenden Mittelmäßigkeit, die ohne den notwendigen Skandal nicht die kleinste Spur einer eigenen Kontur übrig lässt. Die Gähnplatte des Jahres. […] Frei.Wilds Problem ist schnell ausgemacht: Ein polierter, pseudospielerischer Anspruch mit Halbakustischer, etwas mehr Percussion, angedeutetem Blues hier und etwas Ska dort gaukelt halbherzig eine in Wahrheit nicht vorhandene Entwicklung vor. […] Am Ende bleibt von dieser Scheibe leider nicht mehr hängen, als das zerfahrene Bild einer künstlerisch unentschlossenen Combo, die ihre musikalische Unsicherheit in brüllende Plattitüten verpackt. Eine verschenkte Chance.“